# Hulsoor, Aurad
Hulsoor là một làng thuộc tehsil Aurad, huyện Bidar, bang Karnataka, Ấn Độ.